# Bryconamericus indefessus
Bryconamericus indefessus es una especie de peces del género Bryconamericus de la familia Characidae en el orden de los Characiformes.

## Hábitat
Vive en zonas de clima tropical.

## Distribución geográfica
Se encuentran en Sudamérica: cuenca del río Bermejo (noroeste de  Argentina).